# Osterhofer Bach (Osterhofer Ach)

Der Osterhofer Bach ist ein 1,3 km langer Bach in Osterhofen auf der Gemarkung Haisterkirch bei Bad Waldsee.
| \| Legende \| \| \| \| \| \| \| \| \| Vorderer Berg, östlich von Osterhofen \| \| \| \| \| \| Zuleitung von NN-WYE \| \| \| \| \| \| Zuleitung von NN-BOA \| \| \| \| \| \| Mühlteich \| \| \| \| \| \| \| \| \| Osterhofer Ach \| \| \| \| \| |  |  |                                       |  |
| Legende |  |  |                                       |  |
| |  |  | Vorderer Berg, östlich von Osterhofen |  |
| |  |  | Zuleitung von NN-WYE                  |  |
| |  |  | Zuleitung von NN-BOA                  |  |
| |  |  | Mühlteich                             |  |
| |  |  |                                       |  |
| Osterhofer Ach |  |  |                                       |  |

## Lage
Der Osterhofer Bach verläuft zum größten Teil in Osterhofen in der Gemarkung Haisterkirch der Stadt Bad Waldsee, wobei sein Quellgebiet teilweise noch im Waldgebiet Vorderer Berg auf dem Haisterkircher Rücken liegt, unmittelbar angrenzend an den Ostrand von Osterhofen. Er liegt am Westhang des Haisterkircher Rückens und mündet am östlichen Ortsrand in die Osterhofer Ach. Der Bach liegt vollständig auf der Gemarkung Haisterkirch von Bad Waldsee.

### Geologische und Hydrologische Einordnung
Das Einzugsgebiet des Osterhofer Bachs liegt in der Bodengroßlandschaft des Altmoränen- und Jungmoränen-Hügellandes. Hydrologisch ist es der Oberen Süßwassermolasse zuzuordnen. Zudem befindet er sich östlich der Europäischen Hauptwasserscheide.

## Verlauf
Der Osterhofer Bach entspringt im Waldgebiet Vorderer Berg, unmittelbar südlich des östlichen Ausläufers von Osterhofen. Nach etwa 300 Metern erreicht der Bach den Ort Osterhofen. Innerhalb der ersten Bebauung nimmt er Zuflüsse aus mehreren kleinen Teichen auf, die sich in unmittelbarer Nähe seines Ufers befinden. Er unterquert den Fischteichweg und passiert einen Fischteich, bevor er den Fischteichweg ein zweites Mal kreuzt und in den Mühlteich mündet.
Nach dem Durchfließen des Mühlteichs verläuft der Osterhofer Bach verrohrt entlang der Mahlgasse hangabwärts. Er zweigt dann in der Eggmannsriederstraße in nordöstlicher Richtung ab, vorbei an der Kapelle Maria Opferung. An der Bushaltestelle ändert er seine Richtung nach Nordwesten und fließt entlang der Mühlhauserstraße, um schließlich am nordwestlichen Ortsrand in die Osterhofer Ach zu münden, die lokal auch als Haisterbach bezeichnet wird.

### Historisch
Auf dem Meßtischblatt [8024] Waldsee von 1914 ist erkennbar, dass der Bach, der heute als Osterhofer Bach bekannt ist, nicht namentlich beschriftet ist. Er mündete zu dieser Zeit nicht in die Osterhofer Ach, sondern floss weiter in Richtung der Teichäcker, wo er ungefähr an der heutigen Stelle des Baumes mit der Sitzbank rechts der Straße von Osterhofen nach Mühlhausen endete. Am Ortsanfang von Osterhofen existierte eine Bifurkation oder ein abzweigender Graben, der zwei Teiche speiste, wobei der östliche dieser Teiche heute nicht mehr vorhanden ist. Zudem zeigte die Karte eine Verbindung zum Tobelbach am Hinteren Berg, der ebenfalls keinen Namen trug, aber im weiteren Verlauf, kurz vor seiner Mündung in die Umlach, die Bezeichnung Osterhofer Ach trug. Heute wird dieser Abschnitt als Tobelbach bezeichnet.

## Stehende Gewässer
Im Verlauf des Osterhofer Bachs in Osterhofen befinden sich mehrere stehende Gewässer:
Hinweis: Die Bezeichnungen NN-WYE, NN-BOA und NN-HNJ sind technische Namen aus der amtlichen Gewässerkarte, da diese Seen keine offiziellen Eigennamen besitzen.
- NN-WYE: Eine Gruppe von acht Teichen mit einer Gesamtfläche von 0,0769 Hektar.
- NN-BOA: Ein einzelner Teich mit einer Fläche von 0,0429 Hektar.

- Mühlteich (NN-HNJ): Der Weiher NN-HNJ, lokal auch als Mühlteich bekannt, ist ein einzelner Teich mit einer Fläche von 0,0594 Hektar. Die Biotopkartierung des nahegelegenen Biotops „Igelkolben-Röhricht Osterhofen I“ bezeichnet diesen Weiher auch als Triebwerksweiher.[7] Diese Bezeichnung deutet darauf hin, dass sich direkt unterhalb des Weihers früher eine Mühle befand, deren Besitzer den Namen „Untermüller“ trug und deren Betrieb das Wasser des Weihers nutzte.

## Biotope

### Quellwald SO Osterhofen
Der 1,2594 Hektar große Quellwald südöstlich von Osterhofen liegt im Quellgebiet des Osterhofer Bachs. Geschützt als Sumpf und Auwald, prägt er einen quelligen Hang mit Eschenbestand. Quellrinnsale durchziehen das Gebiet.
Der lichte Eschenwald wird von Erlen und Fichten begleitet, die Krautschicht ist feucht. Quellaustritte und Rinnsale prägen das Areal mit trockeneren Zonen dazwischen. Der Standort ist quelliger Lehmhang mit Bodenschutz- und Lawinenschutzfunktion.
Ausgegliederte Biotoptypen sind Sickerquelle, naturnaher Bachabschnitt, waldfreier Sumpf und Schwarzerlen-Eschen-Wald. Bedeutende Lebensraumtypen sind Kalktuffquellen und Auenwälder.
Im Nordosten grenzt eine Fichtenfläche mit Quellfassung. Die Biotopdaten wurden 2014 erhoben und 2023 angepasst. Der Biotop liegt auf Flurkarte 5751.

### Igelkolben-Röhricht Osterhofen II
Das Biotop Igelkolben-Röhricht Osterhofen II ist ein 0,018 Hektar großes Areal in einem Weiher. Es ist nach dem Bundesnaturschutzgesetz als Röhricht und Großseggenried sowie als natürlicher oder naturnaher Bereich stehender Binnengewässer einschließlich seiner Ufervegetation geschützt.
Das Biotop besteht aus zwei Teilflächen mit Röhricht des Ästigen Igelkolbens (Sparganium erectum). Die nördliche Teilfläche nimmt fast die Hälfte des Weihers ein und zeichnet sich durch einen sehr dichten Igelkolben-Bestand aus, mit geringen Vorkommen des Breitblättrigen Rohrkolbens (Typha latifolia) am Rand. Die zweite, kleinere Teilfläche von etwa 10 Quadratmetern befindet sich am südlichen Ufer und wird von einem dominanten Bestand des Ästigen Igelkolbens sowie einem schmalen Streifen mit Sumpf-Segge (Carex acutiformis) geprägt.
Das Biotop wird als Gebiet mit ökologischer Ausgleichsfunktion eingestuft. Im Gesamtbiotop wurden neben dem dominanten Ästigen Igelkolben auch Sumpf-Segge und Breitblättriger Rohrkolben nachgewiesen. Es zeigt keine erkennbaren Beeinträchtigungen und wird als Verlandungsbereich eines naturnahen Gewässers sowie als sonstiges Röhricht charakterisiert. Im Rahmen einer vorläufigen Biotopkartierung trug es den Namen „Weiher II Osterhofen“.

### Igelkolben-Röhricht Osterhofen I
Das Biotop Igelkolben-Röhricht Osterhofen I ist ein 0,01 Hektar großes Röhrichtgebiet entlang des Uferbereichs im östlichen Teil eines ehemaligen Triebwerkweihers. Es ist nach dem Bundesnaturschutzgesetz als Röhricht und Großseggenried sowie als natürlicher oder naturnaher Bereich stehender Binnengewässer einschließlich seiner Ufervegetation geschützt.
Der Bestand des Aufrechten Igelkolbens (Sparganium erectum) ist stellenweise sehr dicht, an anderen Stellen relativ locker ausgebildet. Am Gewässerrand finden sich einzelne Bäume wie Schwarz-Erle (Alnus glutinosa), Hänge-Birke (Betula pendula) und Gewöhnliche Esche (Fraxinus excelsior).
Das Biotop wird als Gebiet mit ökologischer Ausgleichsfunktion eingestuft und zeigt keine erkennbaren Beeinträchtigungen. Es wird als Verlandungsbereich eines naturnahen Gewässers sowie als sonstiges Röhricht charakterisiert. Im Rahmen einer vorläufigen Biotopkartierung trug es den Namen „Weiher I Osterhofen“.

## Nutzung
Das Wasser des Osterhofer Bachs wurde früher für den Betrieb von 3 Mahlmühlen sowie 2 Ölmühlen genutzt sowie für die Speisung von Fischteichen, die auch heute noch für die Fischproduktion in Betrieb sind.